# Auweg
Auweg est un hameau de Henri-Chapelle, dans la province de Liège, en Belgique. Il fait aujourd'hui administrativement partie de la commune de Welkenraedt en province de Liège (Région wallonne). Avant la fusion des communes de 1977, Auweg faisait partie de la commune de Henri-Chapelle.

## Situation
Auweg est situé à l'est du Pays de Herve entre les hameaux de Hockelbach situé plus au nord, Hoof à l'est et Quatre-Chemins se trouvant au sud de l'autre côté de l'autoroute E40 qui passe à quelques hectomètres.  La sortie n°37 bis de cette autoroute se trouve près du village d'Elsaute (commune de Thimister-Clermont) à environ 2,5 km du hameau. L'altitude avoisine les 290 m.

## Description
Dans un environnement de prairies parsemées de saules, le hameau est principalement constitué d'habitations récentes de type pavillonnaire. Il est toutefois entouré par quelques fermes anciennes parmi lesquelles la ferme de Counhaye située à l'ouest et datant de 1744.